# Adar (Marocco)
Adar  (in arabo ادار‎?) è un centro abitato e comune rurale del Marocco situato nella provincia di Taroudant, regione di Souss-Massa. Conta una popolazione di 4 344 abitanti (censimento 2014).